# Anders Lindegaard
Anders Lindegaard (Dyrup, 1984. április 13. –) dán labdarúgókapus, aki jelenleg a svéd Helsingborgs IF játékosa.

## Pályafutása
Lindegaard az Aalesund csapatából igazolt a Manchester Unitedhez 2010 novemberében; bár hivatalosan csak 2011-től vallhatta magát Vörös Ördögnek.
Linegaard karrierje az Odense Boldklub csapatánál kezdődött. Először 2009. július 30-án lépett pályára az UEFA-kupában, ahol 4–3-ra legyőzték a Rabotnicki együttesét. Az odense-i időszaka alatt Arek Onyszko mögött nem igazán kapott játéklehetőséget, két alkalommal is kölcsönadták, először a Kolding FC-nek, ahol a tíz bajnoki során egyszer sem kaptak ki, miután a szezon első négy mérkőzését elvesztették.
Másodjára az Aalesunds FK-hoz került, ahol később állandó szerződést kapott. Még ezt megelőzően, 2009 júniusában Onyszkót elküldte az Odense, akit elítéltek exfelesége bántalmazásáért, ezért mindenki úgy gondolta, hogy Lindegaard lesz a helyettese a gólvonalon. Roy Carroll érkezésével azonban nem történt változás számára, ezért két hónappal később otthagyta az Odensét.
2009-ben csatlakozott korábbi ideiglenes kenyéradójához, a norvég Aalesundshoz, ahol felfelé ívelt pályafutása. 2010-ben Norvégiában és Dániában is őt választották az év kapusának.

### Manchester United
Novemberben felröppent a hír, hogy a Manchester United érdeklődik iránta. Bár Peter Schmeichel, a United legendás hálóőre úgy nyilatkozott, hogy szerinte Lindegaard még nem áll készen az Old Traffordra, 2010. november 23-án Sir Alex Ferguson bejelentette, hogy a Manchester United heteken belül szerződteti a portást. 2010. november 27-én Lindegaard három és fél éves szerződést kötött a Vörös Ördögökkel, az átigazolási díjat nem hozták nyilvánosságra. Decemberben már együtt edzett az első csapattal, de 2011. január 1-ig nem léphetett pályára, ugyanis még nem nyílt meg az átigazolási időszak.

### A válogatottban
Lindegaard az U19-es, az U20-as és a felnőtt csapat színeiben is képviselte Dániát. 2002. október 13-án debütált a válogatottban, a 19 évnél fiatalabbak között, amikor 1–0-ra nyertek Svájc ellen. A felnőtteknél 2010. szeptember 7-én lépett először pályára Izland legjobbjaival szemben, a 2012-es Eb-selejtezőjén, ahol szintén 1–0 arányban nyert Dánia.

## Sikerei, díjai

### Klubcsapatokkal
- Aalesunds FK:

Norvég labdarúgókupa győztes: 2009
- Manchester United

Premier League bajnok (1): 2012–2013
FA Community Shield győztes (2): 2011, 2013

### Egyéni
- Kniksen Award (1): 2010
- Az év dán kapusa (1): 2010